# 국제전략문제연구소
국제전략문제연구소(IISS : International Institution for Strategic studies)는 영국의 외교분야 싱크탱크이다. 

## 역사
1958년에 영국 런던에 창설되었고, 원래 국제전략문제연구소의 연구 관심분야는 핵억지력과 군비규제(arms control)였으나, 시간이 지나면서 점차 정치경제, 지역학에 관련된 연구분야로 확장되었다. 2005년 7월 28일 국회 도서관의 17대 국회의원 단행본 대출 순위 조사에서, 소설 다빈치 코드에 이어 밀리터리 밸런스가 2위를 기록했다.  영국의 IISS 창설에 고무된 미국도 4년 뒤에 IISS를 본떠 1962년에 CSIS를 창설했다.

## 연구
오늘날 국제안보, 사이버안보, 지정학, 인도태평양, 러시아와 중앙아시아, 중국, 일본에 관한 폭넓은 프로그램을 운영하고 있다. 국제전략문제연소는 다양한 보고서를 발간하고 있으며, 대표적으로 세계적 권위를 갖는 밀리터리 밸런스를 발행한다. 각 국의 군비 통계를 발표하는 이 책은 국방 전문가들 사이에서 폭넓게 인용된다.
국방 안보 관련 정책 제안, 연구활동, 자문 및 보고서 발간, 국제 안보 대회를 개최하고 있다.
2025년 1월, 한화∙한국국제협력단이 IISS와 한국 연구석좌직(코리아 체어) 신설에 합의함에 따라 2025년 중으로 국방∙안보∙첨단기술 등 연구를 전담하는 코리아 체어가 신설될 예정이다.

## 같이 보기
- 국가안보전략연구소(INSS) : 유사한 기능을 하는 연구소다.
- 외교안보연구원(IFANS) : 외교통상부 산하의 유사한 기능을 하는 연구소다.
- 제주평화연구원(JPI) : 2005년 제주를 평화의 섬으로 지정하면서 외교통상부와 제주특별자치도가 기금을 출연한 싱크탱크.
- 국제전략연구소(CSIS) : 워싱턴 DC에 있는 싱크탱크. 영국의 IISS를 벤치마킹했다. 언론에서 자주 인용한다.
- 스톡홀름국제평화연구소(SIPRI) : 언론에서 자주 인용되는 스웨덴의 대표적인 싱크탱크.